# Bianca Botto
Bianca Botto (ur. 6 czerwca 1991 w Limie) – peruwiańska tenisistka, medalistka igrzysk Ameryki Południowej, reprezentantka kraju w Pucharze Federacji.

## Kariera tenisowa
Tenisistka występująca głównie w zawodach rangi ITF, w których rozpoczęła starty w listopadzie 2006 roku. Pierwszy wygrany turniej w grze pojedynczej odnotowała w październiku 2008 roku, w Limie a dwa tygodnie później triumfowała w grze podwójnej. W sumie wygrała piętnaście turniejów w grze pojedynczej i pięć w grze podwójnej rangi ITF.
W lutym 2010 roku, z dziką kartą, wystąpiła na turnieju WTA Tour w Bogocie, ale odpadła w pierwszej rundzie, przegrywając z Petrą Cetkovską.
Od 2009 roku reprezentuje Peru w rozgrywkach Pucharu Federacji.

## Wygrane turnieje rangi ITF
| turnieje z pulą nagród 100 000 $ |
| turnieje z pulą nagród 75 000 $  |
| turnieje z pulą nagród 50 000 $  |
| turnieje z pulą nagród 25 000 $  |
| turnieje z pulą nagród 15 000 $  |
| turnieje z pulą nagród 10 000 $  |

### Gra pojedyncza
|     | Data       | Turniej        | Kat. | ($)    | Naw.   | Finalistka             | Wynik            |
| 1.  | 18/10/2008 | Lima           | ITF  | 10 000 | ziemna | Karen Castiblanco      | 6:1, 6:3         |
| 2.  | 01/11/2008 | Lima           | ITF  | 10 000 | ziemna | Julia Samuseva         | 6:1, 6:2         |
| 3.  | 28/03/2009 | Lima           | ITF  | 10 000 | ziemna | Valentine Confalonieri | 6:4, 6:2         |
| 4.  | 04/04/2009 | Lima           | ITF  | 10 000 | ziemna | Veronica Spiegel       | 6:3, 7:6(3)      |
| 5.  | 09/05/2010 | Rio de Janeiro | ITF  | 25 000 | ziemna | Olivia Sanchez         | 6:2, 1:6, 6:4    |
| 6.  | 10/09/2011 | Casale         | ITF  | 10 000 | ziemna | Erika Zanchetta        | 6:2, 6:1         |
| 7.  | 18/09/2011 | Mont-de-Marsan | ITF  | 25 000 | ziemna | Laura Thorpe           | 6:2, 6:4         |
| 8.  | 19/05/2012 | Caserta        | ITF  | 25 000 | ziemna | Aleksandra Krunić      | 6:1, 6:0         |
| 9.  | 03/08/2013 | São Paulo      | ITF  | 10 000 | ziemna | Gabriela Cé            | 7:6(2), 5:7, 6:2 |
| 10. | 05/10/2013 | Asunción       | ITF  | 10 000 | ziemna | Carolina Zeballos      | 6:7(6), 6:2, 6:2 |
| 11. | 08/06/2014 | Bol            | ITF  | 10 000 | ziemna | Tena Lukas             | 6:1, 6:2         |
| 12. | 18/10/2014 | Lima           | ITF  | 10 000 | ziemna | C. Giangreco Campiz    | 6:3, 6:4         |
| 13. | 25/10/2014 | Lima           | ITF  | 10 000 | ziemna | Constanza Vega         | 6:3, 6:1         |
| 14. | 23/11/2014 | Asunción       | ITF  | 50 000 | ziemna | Florencia Molinero     | 6:3, 6:2         |
| 15. | 06/12/2014 | Santiago       | ITF  | 25 000 | ziemna | Florencia Molinero     | 3:6, 7:5, 6:1    |